# Mistrzostwa Polski w Kajakarstwie 1978
42. Mistrzostwa Polski seniorów w kajakarstwie – odbyły się w maju 1978 w Poznaniu. 

## Medaliści

### Mężczyźni

#### Kanadyjki
| Konkurencja | Złoto                                              | Czas     | Srebro                                                  | Czas     | Brąz                                               | Czas     |
| C-1 500 m   | Marek Wisła (Górnik Czechowice)                    | 2:04,62  | Jerzy Opara (Skra Warszawa)                             | 2:05,10  | Leszek Stolpmann (Łączność Bydgoszcz)              | 2:05,60  |
| C-1 1000 m  | Andrzej Gronowicz (Stomil Olsztyn)                 | 4:21,51  | Marek Wisła (Górnik Czechowice)                         | 4:22,55  | Ryszard Kosiński (Spójnia Warszawa)                | 4:23,10  |
| C-1 10000 m | Leszek Dąbrowski (Marymont Warszawa)               | 52:23,18 | Piotr Tomala (Astoria Bydgoszcz)                        | 52:55,01 | Bogdan Iwaniak (Zawisza Bydgoszcz)                 | 53:02,04 |
| C-2 500 m   | Jerzy Dunajski Leszek Gryckiewicz (Stomil Olsztyn) | 1:53,52  | Ryszard Jasiński Zbigniew Marciniak (Zawisza Bydgoszcz) | 1:54,30  | Piotr Pawłowski Marek Łbik (Warta Poznań)          | 1:55,25  |
| C-2 1000 m  | Marek Łbik Piotr Pawłowski (Warta Poznań)          | 3:53,49  | Ireneusz Pracharczyk Mariusz Klimek (Posnania)          | 3:54,36  | Jerzy Dunajski Leszek Gryckiewicz (Stomil Olsztyn) | 3:55,57  |
| C-2 10000 m | Marek Łbik Piotr Pawłowski (Warta Poznań)          | 45:12,03 | Ryszard Jasiński Zbigniew Marciniak (Zawisza Bydgoszcz) | 46:32,12 | Ireneusz Pracharczyk Mariusz Klimek (Posnania)     | 47:12,00 |

#### Kajaki
| Konkurencja | Złoto                                                                                   | Czas     | Srebro                                                     | Czas     | Brąz                                                                   | Czas     |
| K-1 500 m   | Tadeusz Cyll (Górnik Czechowice)                                                        | 1:58,20  | Ryszard Oborski (Posnania)                                 | 1:58,21  | Waldemar Bajka (Zawisza Bydgoszcz)                                     | 1:58,50  |
| K-1 1000 m  | Jerzy Głowinkowski (Nadwiślan Kraków)                                                   | 4:00,58  | Krzysztof Lepianka (Spójnia Warszawa)                      | 4:03,84  | Zdzisław Szubski (Astoria Bydgoszcz)                                   | 4:04,19  |
| K-1 10000 m | Jerzy Głowinkowski (Nadwiślan Kraków)                                                   | 49:08,35 | Ryszard Oborski (Posnania)                                 | 49:15,50 | Waldemar Marcinkowski (Lechia Gdańsk)                                  | 49:16,32 |
| K-2 500 m   | Bogdan Ostrowski Janusz Olszewski (Orzeł Wałcz)                                         | 1:42,16  | Leszek Jamroziński Maciej Eichler (Zawisza Bydgoszcz)      | 1:42,50  | Marek Szanser Krzysztof Sienkiewicz (Stoczniowiec Gdańsk)              | 1:43,14  |
| K-2 1000 m  | Marek Szanser Krzysztof Sienkiewicz (Stoczniowiec Gdańsk)                               | 3:39,27  | Janusz Bierniakowicz Jerzy Wołodkiewicz (Wiskord Szczecin) | 3:40,32  | Zbigniew Torzecki Ryszard Szubielski (Posnania)                        | 3:40,62  |
| K-2 10000 m | Jerzy Chudzio Kazimierz Nikin (Stomil Olsztyn)                                          | 43:08,49 | Daniel Wełna Waldemar Keister (Zawisza Bydgoszcz)          | 43:15,10 | Krzysztof Chrabąszcz Lesław Duma (Wiskord Szczecin)                    | 43:59,03 |
| K-4 500 m   | Orzeł Wałcz Grzegorz Kołtan Bogdan Ostrowski Janusz Olszewski Mirosław Paśko            | 1:30,54  | Stoczniowiec Gdańsk                                        | 1:31,06  | Spójnia Warszawa                                                       | 1:31,65  |
| K-4 1000 m  | Orzeł Wałcz Grzegorz Kołtan Bogdan Ostrowski Janusz Olszewski Mirosław Paśko            | 3:10,70  | Wiskord Szczecin                                           | 3:11,62  | Warta Poznań Andrzej Klimaszewski Andrzej Matysiak A. Dryl Z. Urbaniak | 3:12,15  |
| K-4 10000 m | Wiskord Szczecin Janusz Bierniakowicz Marek Kowalczyk Jerzy Wołodkiewicz Zbigniew Belko | 38:49,40 | Spójnia Warszawa                                           | 38:53,58 | Marymont Warszawa                                                      | 39:02,43 |

### Kobiety

#### Kajaki
| Konkurencja | Złoto                                                                                        | Czas    | Srebro                                                 | Czas    | Brąz                                                       | Czas    |
| K-1 500 m   | Ewa Eichler (Stoczniowiec Gdańsk)                                                            | 2:11,82 | Danuta Aleksandrowicz (Stomil Olsztyn)                 | 2:02,93 | Maria Górecka (Posnania)                                   | 2:14,73 |
| K-1 1000 m  | Ewa Eichler (Stoczniowiec Gdańsk)                                                            | 4:31,87 | Danuta Aleksandrowicz (Stomil Olsztyn)                 | 4:32,67 | Maria Górecka (Posnania)                                   | 4:38,29 |
| K-2 500 m   | Ewa Eichler Maria Bem (Stoczniowiec Gdańsk)                                                  | 1:59,00 | Aniela Kamińska Wanda Gugniewicz (Stoczniowiec Gdańsk) | 1:59,59 | Danuta Aleksandrowicz Halina Błaszkiewicz (Stomil Olsztyn) | 2:00,63 |
| K-2 1000 m  | Aniela Kamińska Wanda Gugniewicz (Stoczniowiec Gdańsk)                                       | 4:06,18 | Renata Szczerbakowska Maria Bem (Stoczniowiec Gdańsk)  | 4:07,27 | Maria Górecka B. Szubcilska (Posnania)                     | 4:11,31 |
| K-4 500 m   | Stoczniowiec Gdańsk Zofia Olejniczak Wanda Gugniewicz Renata Szczerbakowska Krystyna Nowicka | 1:51,34 | Zawisza Bydgoszcz                                      | 1:55,86 | Nadwiślan Kraków                                           | 1:58,47 |
| K-4 1000 m  | Stoczniowiec Gdańsk Zofia Olejniczak Wanda Gugniewicz Renata Szczerbakowska Krystyna Nowicka | 3:40,76 | Zawisza Bydgoszcz                                      | 3:50,00 | Górnik Czechowice                                          | 3:58,25 |